# Maurice Egerton, 4. Baron Egerton

Wappen des Maurice Egerton, 4. Baron Egerton

Maurice Egerton, 4. Baron Egerton (* 4. August 1874; † 30. Januar 1958) war ein britischer Adliger und Offizier, sowie Kolonist in Kenia.
Er war der dritte und jüngste Sohn des Politikers Alan Egerton, 3. Baron Egerton, aus dessen Ehe mit Anna Louisa Watson-Taylor. Seine beiden älteren Brüder William Egerton (1868–1870) und Cecil Egerton (1871–1888) starben jung.
Er diente als Lieutenant in der Royal Naval Volunteer Reserve. Nach dem Ersten Weltkrieg wanderte er in die britischen Kronkolonie Kenia aus und erhielt dort im Rahmen des Soldier Settlement Scheme Ländereien im fruchtbaren Hochland unweit der Stadt Nakuru zugewiesen.
Beim Tod seines Vaters erbte er 1920 dessen Adelstitel als Baron Egerton und dessen Anwesen Tatton Park in Cheshire.
In Kenia betrieb er Landwirtschaft und erwarb dort weitere Ländereien von Hugh Cholmondeley, 3. Baron Delamere, der schon länger in der Region lebte. 1938 begann er auf seinen dortigen Ländereien den Bau eines Anwesens namens Lord Egerton Castle und 1939 gründete dort eine Landwirtschaftsschule namens Egerton Farm School. Bei Ausbruch des Zweiten Weltkriegs reiste er nach England zurück und diente als Major der Cheshire Yeomanry. 
Nach dem Krieg kehrte er nach Kenia zurück und stellte Lord Egerton Castle 1954 fertig. Die Egerton Farm School wurde weiterentwickelt und 1955 in Egerton Agricultural College umbenannt.
Er blieb unverheiratet, und als er 1958 im Alter von 83 Jahren starb, erlosch sein Adelstitel. Sein englisches Anwesen Tatton Park ging daraufhin in den National Trust über; Lord Egerton Castle und das Egerton Agricultural College in Kenia gehören heute zur staatlichen Egerton University.